# Leopoldo Barba
Leopoldo Barba Cortés es un exfutbolista mexicano que jugaba en la posición de delantero central.
Inició su carrera en el Club Deportivo Nacional en Segunda división, logrando el ascenso a Primera en la temporada 1960-1961 de las manos de Javier Novello. De 1961 a 1968 jugó para los Jabatos de Nuevo León, con el que jugó 7 temporadas, desde su estancia en Segunda, el ascenso a Primera en la temporada 1965-1966 en un partido extra en el Estadio de La Martinica en León contra Tampico por empate de 47 puntos. En este juego juego, de la mano de Augusto Carrasco, los Jabatos se coronaron campeones por marcador de 2-1 con anotaciones de Hilario Portales y Rubén Ceja. No obstante, sufrió el descenso en lo que fue la 1.ª liguilla para no volver a Segunda división. Además de los Jabatos, Leopoldo militó en los Tiburones Rojos de Veracruz y en los Tigres de la UANL, donde se retiró del fútbol profesional en la temporada 1973-1974.

## Clubes
| Club                        | País   | Año       |
| --------------------------- | ------ | --------- |
| Nacional                    | México | 1959-1961 |
| Jabatos de Nuevo León       | México | 1961-1969 |
| Tigres de la UANL           | México | 1969-1971 |
| Jalisco                     | México | 1971-1972 |
| Tiburones Rojos de Veracruz | México | 1972-1973 |
| Tigres de la UANL           | México | 1973-1974 |